# Charleston (Caroline du Sud)
Pour les articles homonymes, voir Charleston.
Charleston est une ville des États-Unis, siège du comté de Charleston en Caroline du Sud. C'est la ville la plus peuplée de l’État avec 150 227 habitants (recensement de 2020).
Charleston est aujourd'hui notée pour la beauté de ses jardins et son architecture raffinée. Le tourisme y est important (tours de jardins, de monuments historiques et de propriétés de l'époque coloniale telle que Boone Hall et Middleton Gardens). Le Spoleto Festival USA regroupe chaque année au mois de juin des artistes européens et américains dans le domaine de la musique, de la danse, du théâtre et des arts de la scène. La ville a donné son nom à la danse éponyme.
C'est à Charleston que fut fondé en 1801 le Rite écossais ancien et accepté qui est l'un des rites maçonniques les plus répandus dans le monde.
Un ex-porte-avions de l'US Navy, le USS Yorktown (CV-10), lancé en 1943, est transformé en navire musée dans le port.

## Histoire
Fondée en 1670 par les Anglais, Charles Towne, au début simple colonie de Charleston, est devenue au siècle suivant une ville commerciale importante et un grand centre de la traite des Noirs dans les années 1730. Sullivan's Island, aujourd'hui municipalité autonome et située à l'entrée du port de Charleston, était en effet une porte d'entrée comparable à Ellis Island à New York, puisque par elle transitaient 40 % des esclaves amenés en Amérique du Nord.
La ville et sa région accueillirent aussi un demi-siècle plus tôt, de nombreux Huguenots chassés par la révocation de l'édit de Nantes, qui s'installèrent dans le centre-ville de Charleston, et formèrent le quartier français ainsi que le long de la rivière Santee.
Le 15 mars 1670, William Sayle, âgé de 80 ans et gouverneur de la communauté anglaise des Bermudes, devient le premier gouverneur officiel de la Caroline du Sud. L'arrivée de nombreuses familles des Bermudes pour fonder Charleston est enregistrée.
Les fondateurs naviguèrent dans une région appelée West Ashley et en avril débarquèrent à l'Albemarle Point, sur les côtes de la rivière Ashley, lieu où ils fondèrent Charles Town, en honneur de leur roi. L'un des trois navires venu des Bermudes, le Trois frères n'arriva que le 23 mai, car il avait fait escale sur une île où une partie des passagers avait déserté chez les indiens.
Vers 1775, à l'époque où la région commence à vivre l'expansion du Coton Sea island, la ville comptait 12 000 habitants et était la 5e ville la plus peuplée des Treize Colonies ; il s'agit en 1770 du 4e plus grand port du pays après Boston, New York et Philadelphie et l'un des ports négriers les plus importants d'Amérique. Durant la guerre d'indépendance des États-Unis, elle est capturée par le général britannique Henry Clinton en mai 1780. Ce général profita du moment où George Washington était réduit à l'inaction par la misère de son armée pour faire quitter New York à une partie de ses troupes et pour s'emparer de cette ville où il fit prisonnier 5 000 Américains. Il laissa ensuite dans cette province Charles Cornwallis, qui battit tous ceux que le Congrès chargea de le chasser.
En 1784, c'est de cette ville que partit le premier chargement de coton (six balles) à destination de l'Angleterre. Le centenaire en fut célébré en 1884, par l'Exposition internationale de l'industrie du coton à La Nouvelle-Orléans.

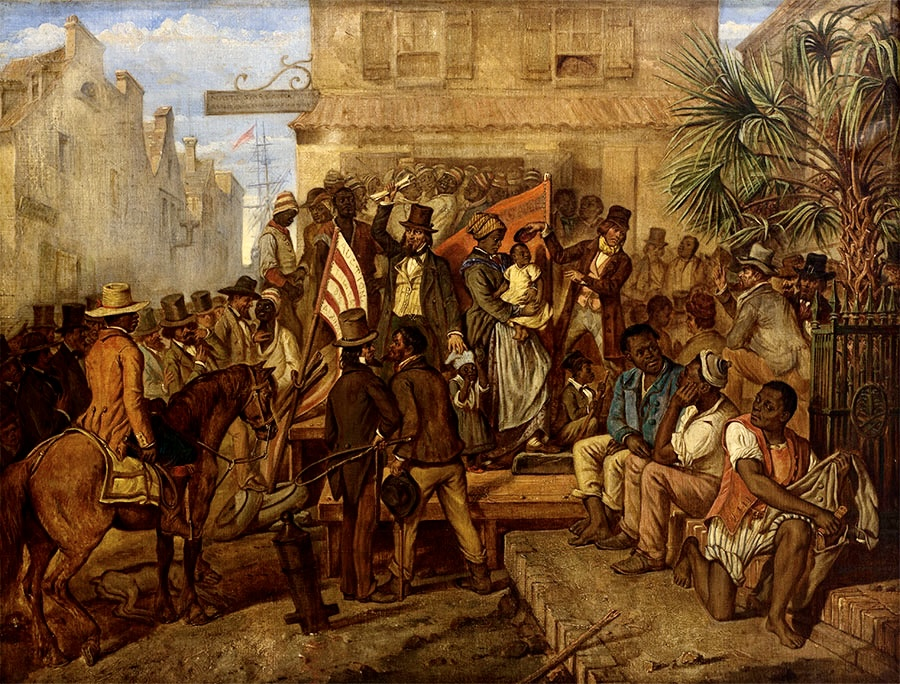
vendant des esclaves noirs à Charleston en 1853.

En 1822, une rébellion d'esclaves de grande ampleur faillit se produire. Depuis trois ans, l'esclave affranchi Denmark Vesey forgeait la conscience révolutionnaire de centaines de noirs et espérait pouvoir organiser une fuite à Haïti. Le projet est dénoncé aux autorités par un esclave et un réseau secondaire tombe entièrement entre les mains de la police en juin 1822, un mois avant la date prévue pour le début du soulèvement. Les esclaves arrêtés résistent cependant suffisamment de temps aux tortures pour permettre à la majorité des conjurés d'échapper à l'arrestation, mais Vesey et quelques dizaines de ses compagnons sont arrêtés et pendus.

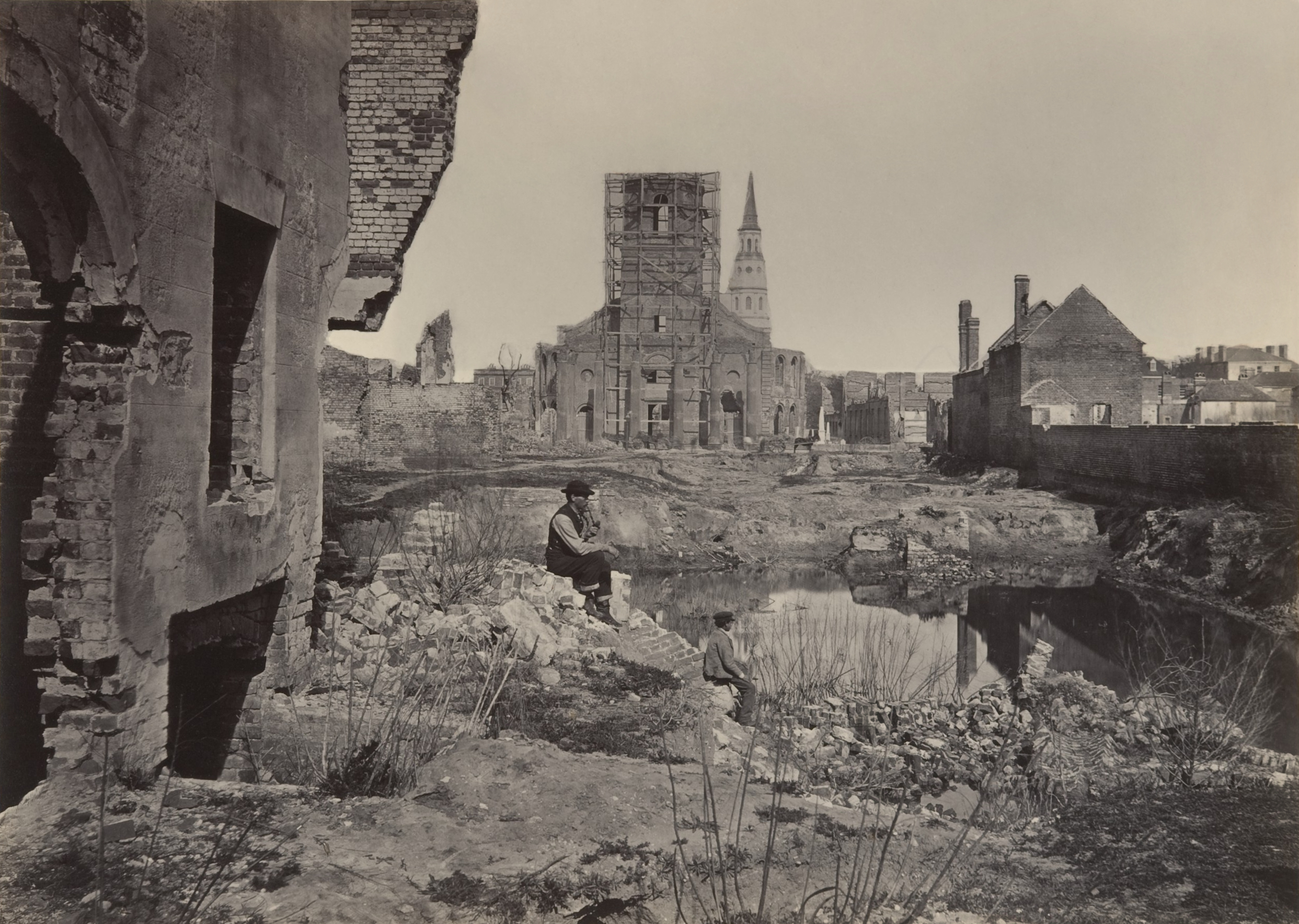
Les ruines de Charleston en 1865, après le passage de la marche de Sherman vers la mer, photographie de George N. Barnard.

En avril 1861, Charleston s'est révoltée contre le gouvernement américain avec le bombardement de Fort Sumter, un événement qui est un des premiers épisodes violents de la guerre de Sécession.
Le 31 août 1886, un peu avant 22 h, un fort séisme intra-plaque de magnitude 6,5 à 7,01 fit des dizaines de victimes et marqua durablement les esprits.
Dans la soirée du 17 au 18 juin 2015, Dylann Roof, un suprémaciste blanc âgé de 21 ans, s'introduit dans le temple de l'Église épiscopale méthodiste africaine Emanuel de Charleston (symbole historique de la lutte pour les droits des Afro-Américains) et y tue neuf personnes, toutes afro-américaines, au moyen d'une arme de poing de gros calibre. L'attaque s'inscrit dans un contexte tendu depuis l'affaire Walter Scott (survenue aux alentours de Charleston) et relance le débat sur le racisme et le contrôle des armes à feu aux États-Unis.

## Climat
Charleston a un climat subtropical : en hiver la température moyenne est de 15 à 20° et les pluies sont rares. Les printemps sont chauds (22-30°) et ensoleillés mais les averses sont fréquentes. Les étés sont très chauds (35°) Les automnes sont chauds et secs (25-30°) la pluviométrie est élevée (± 1 000 mm).

## Démographie
| Groupe            | Charleston | Caroline du Sud | États-Unis |
| ----------------- | ---------- | --------------- | ---------- |
| Blancs            | 70,2       | 66,2            | 72,4       |
| Afro-Américains   | 25,4       | 27,9            | 12,6       |
| Asiatiques        | 1,6        | 1,3             | 4,8        |
| Métis             | 1,5        | 1,7             | 2,9        |
| Autres            | 1,0        | 2,5             | 6,2        |
| Amérindiens       | 0,2        | 0,4             | 0,9        |
| Océaniens         | 0,1        | 0,1             | 0,2        |
| Total             | 100        | 100             | 100        |
|                   |            |                 |            |
| Latino-Américains | 2,9        | 5,1             | 16,7       |

Selon l'American Community Survey, pour la période 2011-2015, 93,15 % de la population âgée de plus de 5 ans déclare parler anglais à la maison, alors que 4,11 % déclare parler l'espagnol et 2,73 % une autre langue.

## Politique et administration
La ville est dirigée par un maire et un conseil de douze membres, élus pour un mandat de quatre ans.

## Économie

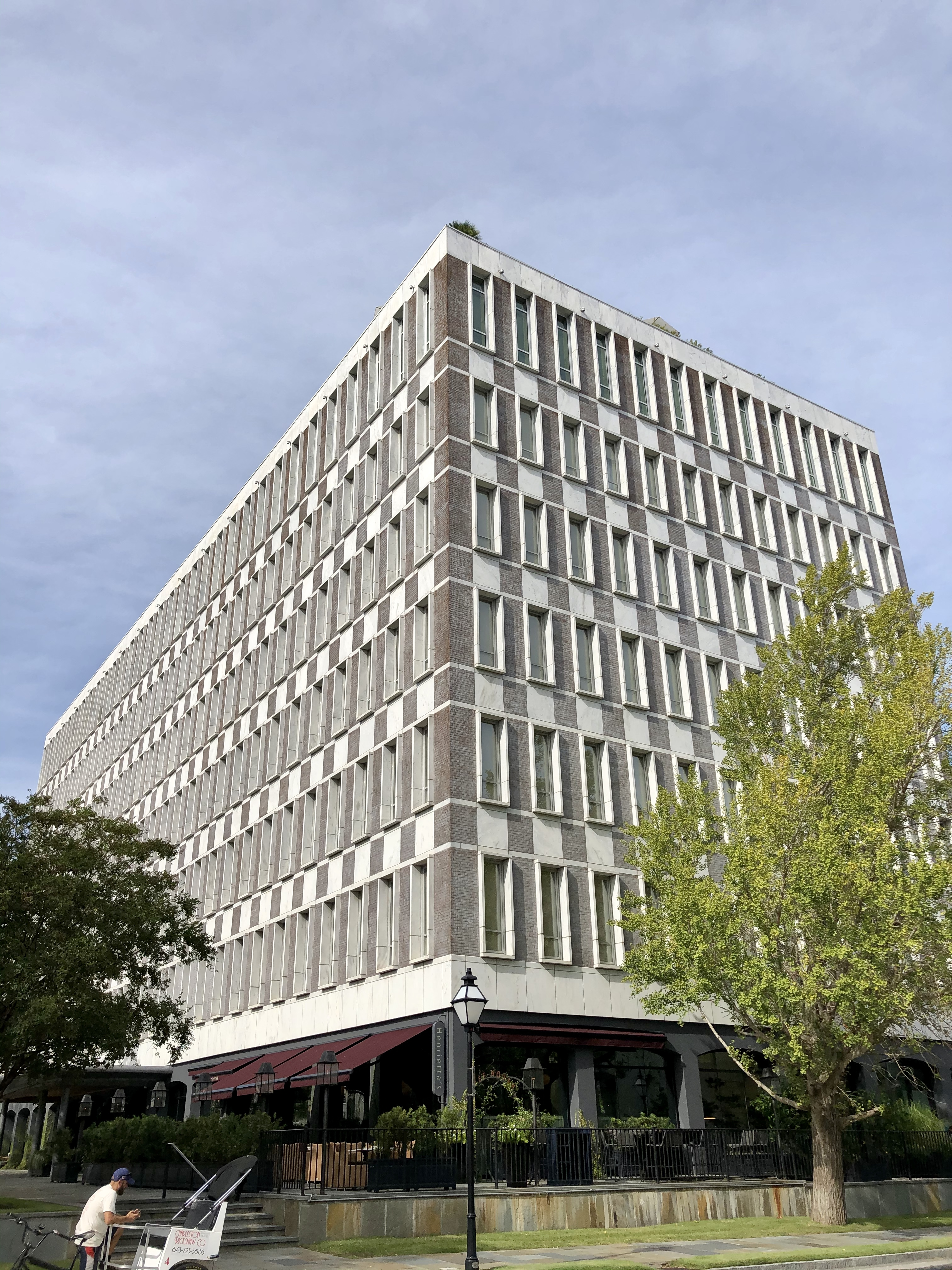
The Dewberry, hôtel de Charleston.

Le port de Charleston se classe au 11e rang des États-Unis pour le trafic de conteneurs en 2009.
La société de promotion immobilière Greystar a son siège à Charleston.

## Transport
Charleston possède un aéroport (l'Aéroport international de Charleston, code AITA : CHS), ainsi qu'une gare (Gare de Charleston) desservie par les trains Amtrak.

## Éducation
La ville est le siège de plusieurs universités, dont le Charleston College, treizième université créée aux États-Unis en 1770, et The Citadel, prestigieuse école militaire. Trois bases militaires sont à proximité.

## Religion

### Catholicisme
- Diocèse de Charleston
- Liste des évêques de Charleston

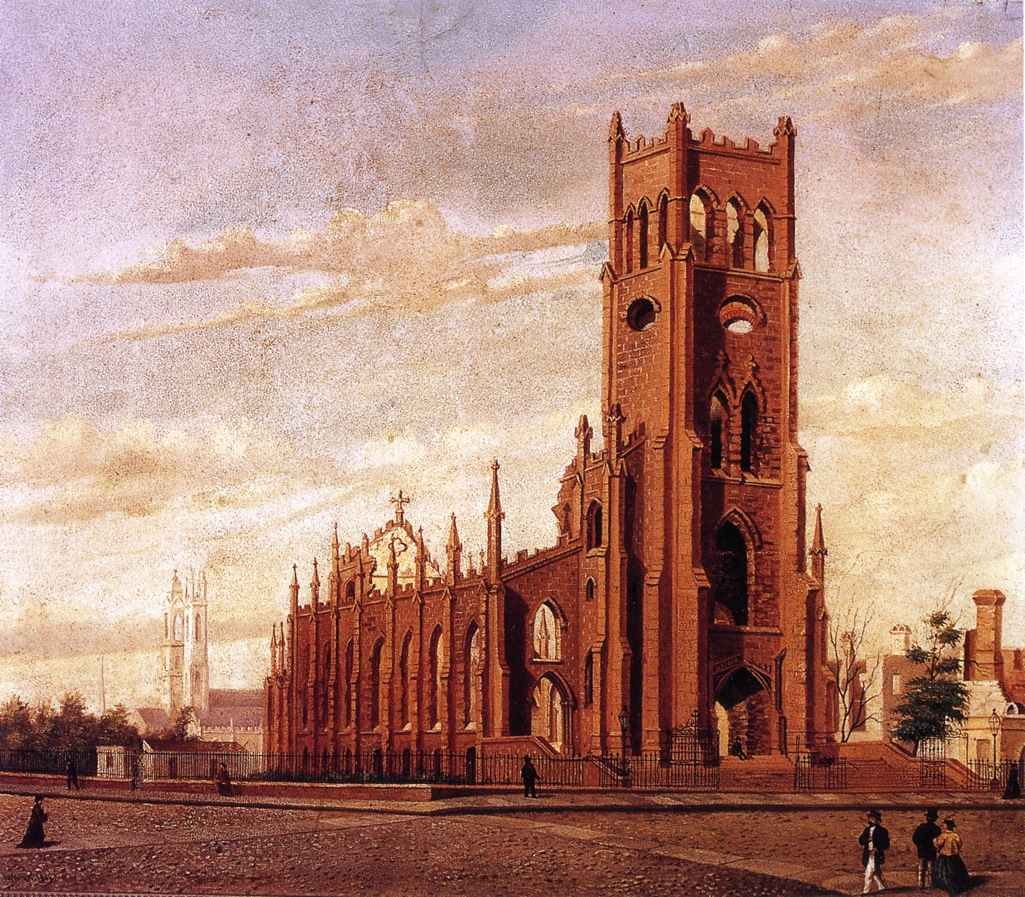
Les ruines de l'église Saint Finbar, 1868. par William Aiken Walker (1839-1921), huile sur toile.

- Cathédrale Saint-Jean-Baptiste de Charleston

### Judaïsme
- Synagogue Kahal Kadosh Beth Elohim

### Protestantisme

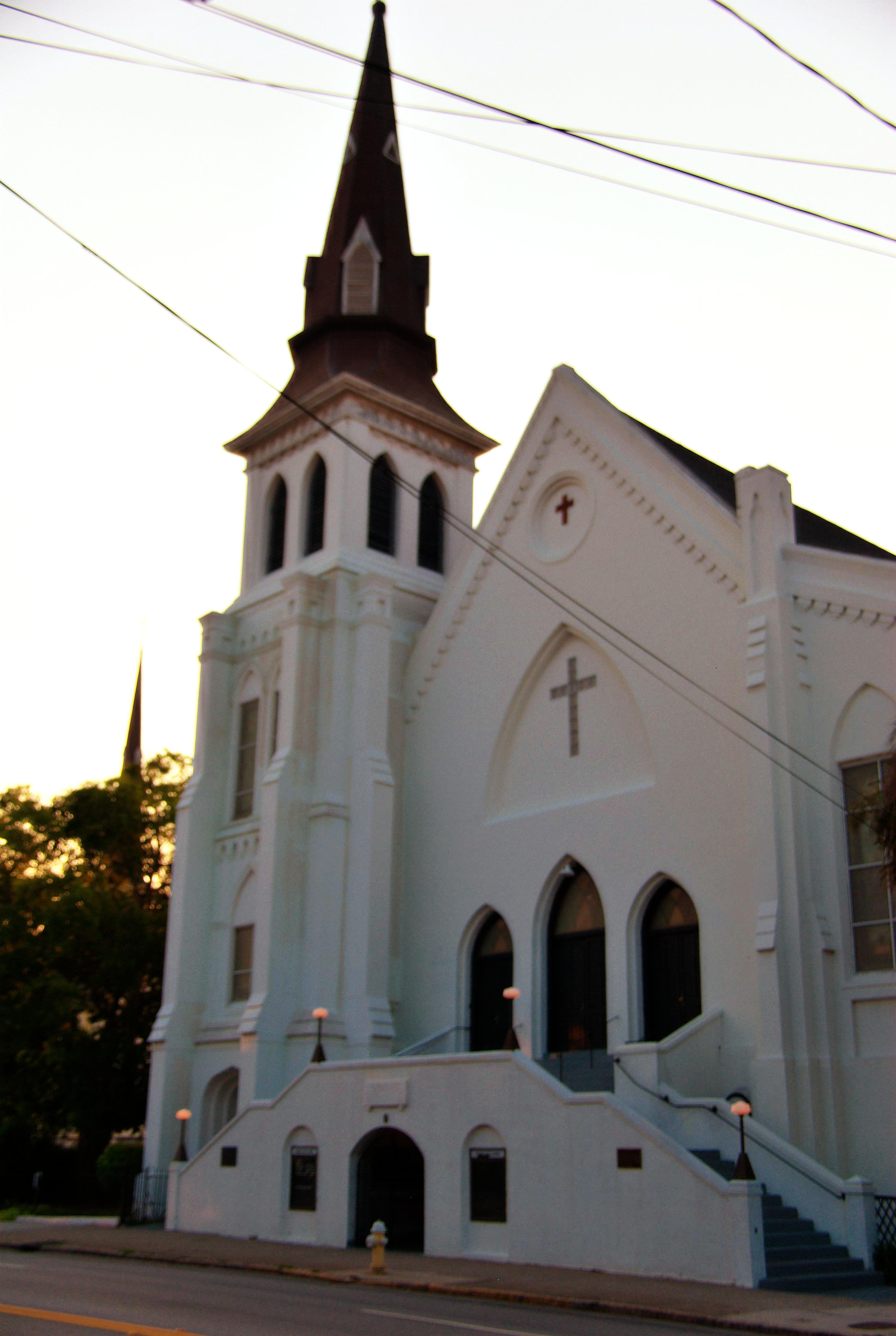
L'église épiscopale méthodiste africaine Emanuel.

- Église épiscopale méthodiste africaine Emanuel

## Culture
En mai 2019, ce lieu a servi de décor à la série télévisée Outer Banks pour Netflix.

## Personnalités liées à la ville
- Le pianiste de jazz Cliff Smalls est né, a grandi, a appris le piano et a fait ses débuts musicaux à Charleston.